# 荒井車両基地
荒井車両基地（あらいしゃりょうきち）とは、仙台市若林区にある仙台市交通局高速鉄道部の車両基地である。仙台市地下鉄東西線の車両が所属する基地である。

## 概要
地下鉄東西線の東側終点・荒井駅の南東に位置する。広さは6.4ha。東西線車両の清掃・洗浄や車輪削正、列車検査・月検査のほか、重要部検査・全般検査など主要な検査が行われている。発足当初より重要部検査・全般検査は協力会社（JR東日本テクノロジーと仙台交通）に委託している。列車検査・月検査と夜間の故障対応は協力会社（仙台交通）に委託している。
設計は関・空間設計が担当した。建設にあたっては、浸水対策として東西線建設工事で発生した残土を使用し、敷地全体を約3 m嵩上げした。当車両基地の建設途中、2011年（平成23年）3月11日に発生した東北地方太平洋沖地震（東日本大震災）により盛土にクラック（ひび割れ・亀裂）が発生したが、大きな影響はなかった。

### データ
- 敷地面積：65,804.37 m2[1]
- 建物面積：21,982.13 m2[1]（検修場・管理棟・トロリー庫など）
- 検修能力[2]
  - 列車検査：5編成 / 日
  - 月検査：120編成 / 年
  - 重要部・全般検査：6編成 / 年

## 構内施設
東側から
- 試運転線 1線（約460 m）
- 引き上げ線 2線
- 入出庫線 1線（荒井駅に繋がる）
  - 入出庫線から車庫内へは直接入出庫できず、引き上げ線で折り返してから入出庫する[2]
- 資材搬入線 1線
- トロリー庫（保線機械車庫） 3線
- 留置線 5線（4両編成を縦列留置、10本が留置可能[1]）

検修場（建屋内）
- 車両洗浄線 1線（車両洗浄装置あり）
- 列車検査線 1線
- 月検査線 1線
- 入出場検査線 1線（気吹庫[9]あり）
- 転削線 1線（車輪転削庫あり）
- 臨時検査線 1線
- 工場線 1線

## 所属車両
- 仙台市交通局2000系電車 - 4両×15編成（60両）